# Upala (tổng)
Upala là một tổng trong tỉnh Alajuela, Costa Rica. Tổng này có diện tích 1580,67 km², dân số năm 2008 là 44556 người..